# Playa de Poniente (Motril)

a

La playa de Poniente o del Pelaillo está situada en el municipio español de Motril, en la provincia de Granada, comunidad autónoma de Andalucía.